# 盧瑟 (蒙大拿州)
盧瑟（英語：Luther）是位於美國蒙大拿州卡本縣的普查規定居民點。

## 歷史
盧瑟的郵局於1907年設立，其後於1995年停運。

## 人口
根據2020年美國人口普查的數據，盧瑟的面積為1.48平方千米，皆為陸地。當地共有人口30人，而人口密度為每平方千米20.27人。